# Пласка (гмина)
Пласка (пол. Płaska) — сельская гмина (волость) в Польше, входит как административная единица в Августовский повет, Подляское воеводство. Население — 2629 человек (на 2004 год). Административный центр гмины — деревня Пласка.

## Демография
| Перепись                       | Всего   | Всего | Женщины | Женщины | Мужчины | Мужчины |
| ------------------------------ | ------- | ----- | ------- | ------- | ------- | ------- |
| Единицы                        | человек | %     | человек | %       | человек | %       |
| Население                      | 2629    | 100   | 1254    | 47,7    | 1375    | 52,3    |
| Плотность населения (чел./км²) | 7       | 7     | 3,4     | 3,4     | 3,7     | 3,7     |

## Поселения
1. Дальны-Ляс
2. Горчица
3. Грушки
4. Махарце
5. Микашувка
6. Моловисте
7. Пласка
8. Подмахарце
9. Рубцово
10. Рудавка
11. Рыголь
12. Серски-Ляс
13. Сервы
14. Стшельцовизна
15. Суха-Жечка
16. Ханус
17. Яловы-Руг
18. Язы
19. Кельмин
20. Копаница
21. Ксенжы-Мостек
22. Кудрынки
23. Липины
24. Любиново
25. Малы-Борек
26. Мулы
27. Осенники
28. Острыньске
29. Перкуд
30. Пшевензь
31. Тартак
32. Тши-Копце

## Соседние гмины
1. Гмина Августов
2. Августов
3. Гмина Гибы
4. Гмина Липск
5. Гмина Новинка
6. Гмина Штабин